# Sakamoto desu ga?
Quem é Sakamoto? (坂本ですが?, Sakamoto desu ga?, lit. "Sou Sakamoto. Você Sabe!") é um mangá japonês escrito e ilustrado por Nami Sano. O mangá segue um estudante do ensino médio chamado Sakamoto, que tem uma reputação de ser a pessoa "mais legal" de todo o corpo discente. A série foi licenciada para uma versão em inglês pela Seven Seas Entertainment. Uma adaptação para anime produzida pelo Studio Deen foi ao ar entre 8 de abril e 5 de julho de 2016.

## Enredo
A história é centrada no garoto incrivelmente legal e popular Sakamoto: um gênio impecável que é apreciado por todos os alunos e professores da escola (exceto Kakuta) no ensino médio. Apesar das situações estranhas em que ele pode acabar se metendo, normalmente composto de brincadeiras criadas pela invejosa parcela de garotos da escola, Sakamoto sempre consegue emergir em perfeição absoluta e, como resultado, se faz parecer ainda mais calmo. Muitas de suas ações acabam de maneira cômica.

## Mídia

### Mangá
A série estreou em 2011, antes de iniciar a serialização regular na revista Fellows!, da Enterbrain (renomeada como revista harta em fevereiro de 2013) em 14 de abril de 2012. O mangá terminou sua serialização em 14 de dezembro de 2015. Ele é licenciado na América do Norte pela Seven Seas Entertainment, que lançou o primeiro volume em agosto de 2015. Foi compilado em quatro volumes tankōbon.

### Anime
Foi anunciado no volume final do mangá que a série receberia uma adaptação para anime, indo ao ar entre 8 de abril de 2016 e 1 de julho de 2016 no Japão no TBS e posteriormente na CBC, MBS, BS-TBS e TBS Channel 1, e foi streamada pela Crunchyroll. O anime foi produzido pelo Studio Deen, sendo escrito e dirigido por Shinji Takamatsu, com música composta por Yasuhiko Fukuda, design de personagens de Atsuko Nakajima e direção de arte de Masatoshi Muto. O tema de abertura foi "COOLEST", de CUSTOMIZ, e o de encerramento foi "Nakushita Hibi ni Sayonara" (無くした日々にさよなら), de Suneohair.
Após um atraso de uma semana devido à cobertura do terremoto de Kumamoto de 2016, o décimo terceiro episódio não foi ao ar como parte da transmissão da televisão. O episódio foi posteriormente transmitido pela Crunchyroll em 27 de setembro de 2016 e será incluído no quinto volume de Blu-ray/DVD da série em 26 de outubro de 2016.
A Sentai Filmworks licenciou a série para lançamento na América do Norte.

## Recepção
Ganhou o Grande Prêmio Comic Natalie de 2013. O volume 1 também foi o número um na lista Livro do ano de histórias em quadrinhos masculinas de janeiro a junho de 2013 pela revista Da Vinci.
Em 24 de novembro de 2013, o volume 1 vendeu 930.716 cópias e o volume 2, 397.213. O volume 1 foi o 19.º volume de mangás mais vendidos no período de 19 de novembro de 2012 a 19 de maio de 2013 e o 27 de 19 de novembro de 2012 a 17 de novembro de 2013. O volume 2 alcançou o primeiro lugar no ranking semanal da Oricon na semana de 11 a 17 de novembro de 2013. O volume 3 vendeu 626.823 cópias em 18 de janeiro de 2015.